# Henri Guisan
Pour les articles homonymes, voir Guisan.
 (février 2025).
Henri Guisan est un officier suisse, né le 21 octobre 1874 à Mézières (VD) et mort le 7 avril 1960 à Pully (VD). Durant la Seconde Guerre mondiale, il est nommé général commandant en chef de l'Armée suisse.

## Biographie
Son père Charles-Ernest Guisan est médecin à Mézières. Sa mère Louise, née Bérengier, est originaire de Vevey.
En 1893, Henri Guisan obtient une maturité en lettres après avoir fréquenté le collège classique cantonal et le gymnase à Lausanne. Henri Guisan tâte d'abord de la théologie et du droit à l'Université de Lausanne avant d'opter pour l'agronomie, qu'il étudie à Hohenheim, en Allemagne, et à Lyon. Pendant ses études, il est membre de la société suisse des étudiants de Zofingue. En 1896, il achète le domaine de Bellevue, à Chesalles-sur-Oron. Il fait son école de recrues d'artillerie à Bière. Promu lieutenant en 1894, il accède successivement à tous les grades militaires pour devenir commandant de corps en 1932.
Le 30 août 1939, l'Assemblée fédérale le désigne comme Général de l'armée suisse (grade existant uniquement en cas de mobilisation), soit commandant en chef de l'armée suisse par 204 voix contre 21, responsabilité qu'il assume durant toute la Seconde Guerre mondiale (1939-1945). Il est l'auteur du concept du Réduit national, visant à replier l'armée dans l'arc alpin suisse en cas d'invasion. 

Le 25 juillet 1940, il tient au Grütli un rapport d'armée qui eut un grand retentissement tant dans le pays qu'à l'étranger. Henri Guisan est aussi aimé et respecté en Suisse alémanique, où il s'exprime autant en suisse allemand qu'en français.

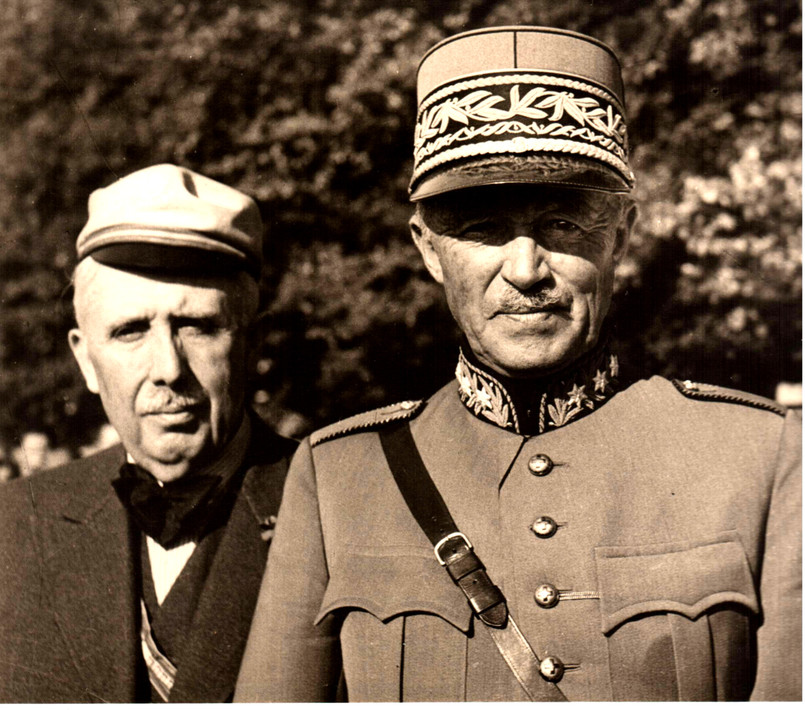
Le président de la Confédération Eduard von Steiger (en arrière-plan avec le sautoir/Band) avec le général Guisan lors de la Fête centrale de Zofingue en 1945.

Le 20 août 1945, le général Guisan demande au Conseil fédéral de le décharger de ses responsabilités militaires. Entré dans la vie civile, il s'installe au domaine de Verte-Rive, à Pully, aux portes de Lausanne.
Au lendemain de sa mort, survenue le 7 avril 1960, plusieurs quotidiens lui rendent hommage. La Suisse écrit : « Il incarnait le citoyen suisse et par-dessus tout le citoyen soldat. Il a été l'homme et le chef de la situation dans une période troublée de notre histoire, où tant de forces contraires agissaient à l'intérieur du pays. » Dans La Liberté, on peut lire : « qu'il nous a quittés sans qu'une ombre, ni une défaillance ne vienne ternir la netteté. Henri Guisan fut de ces hommes que la Providence place sur le chemin des peuples qu'elle veut conduire, et qui s'incorporent si totalement à leur mission qu'ils paraissent avoir été de tout temps faits pour elle. » Quant au quotidien socialiste La Sentinelle, il note : « ce que les travailleurs et les soldats aimaient dans le général, c'était sa simplicité et son naturel. Sa justice était la même pour tous. En raison de ses qualités d'homme, le général Guisan avait su créer entre l'armée et le peuple un esprit nouveau ».

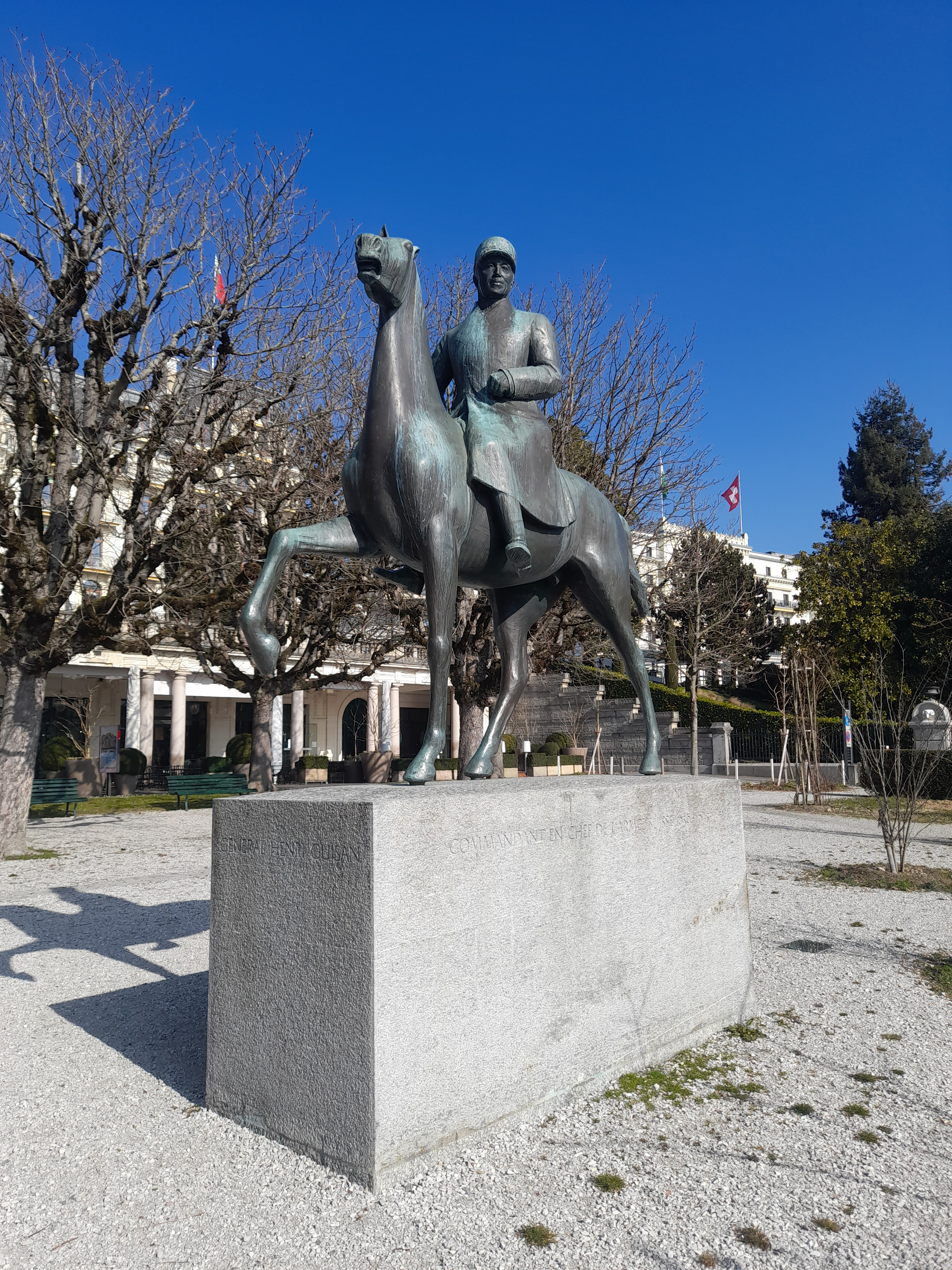
Statue de Guisan sur la place du Général Guisan à Ouchy (Lausanne), par Otto Bänninger.

Ses funérailles ont donné lieu à un cortège suivi par plus de 300 000 personnes, ce qui en fait le défilé le plus suivi en Suisse[réf. souhaitée]. Lors de l'office funèbre célébré en la cathédrale de Lausanne, le président de la Confédération, Max Petitpierre, s'exprime en ces mots : 

« Le grand mérite du général a été de donner à l'armée à l'heure du danger confiance en elle-même, et au peuple confiance en son armée. Son exceptionnelle popularité dans toutes les régions du pays, dans tous les milieux, a été la réponse des confédérés à ce chef énergique, ferme et décidé en qui ils voyaient un guide sûr, mais en même temps bienveillant, compréhensif, juste et humain. »

Il était marié à Mary Doelker (1875-1964), dont il a deux enfants : Henri né le 13 février 1899 et Myriam née le 2 décembre 1900.

## Centre Général Guisan
En 1971, la Confédération acquiert la villa Verte-Rive, l'ancienne demeure du Général Guisan sise à Pully. Elle abrite un musée, le Centre Général Guisan, et différentes salles de réunion ainsi que diverses institutions : 
- La Fondation Général Henri Guisan, que le Général avait créée à la fin de la guerre pour venir en aide aux militaires malades ou blessés en service et qui gère aujourd'hui la propriété ;
- L'Association Verte Rive Centre Général Guisan, qui a pour but d'animer et de gérer le Centre Général Guisan ;
- Le Centre d'histoire et de prospective militaires ;
- ainsi que la section vaudoise de la fondation Pro Patria, qui soutient des projets de sauvegarde du patrimoine ainsi que des actions sociales et culturelles

## Éponyme
Un astéroïde (1960) Guisan est nommé en honneur de Henri Guisan.

## Iconographie
- 1958 - Buste du général Guisan, bronze, par Casimir Reymond au Centre Général Guisan (Pully),
- 1967 - Statue équestre d'Henri Guisan, bronze, par Otto Bänninger à Ouchy (Lausanne),

## Œuvres
- En toute confiance… : correspondance du Général et de Madame Henri Guisan avec le Major Albert R. Mayer, 1er adjudant du commandant en chef de 1939 à 1941 : 1940-1959, Brugg, 1995
- Entretiens accordés à Raymond Gafner à l'intention des auditeurs de Radio-Lausanne / Préf. de Otto Treyvaud, Lausanne, 1953

## Sources
- Fonds=Fondation pour la jeunesse suisse Général Guisan (1954-2004) [1.00 ml] Section : Archives privées ; Cote CH-000053-1 PP 1026. Archives cantonales vaudoises (présentation en ligne= https://davel.vd.ch/detail.aspx?ID=720091].
- Fonds : Général Guisan (1937-1972) [0.60 ml]. Collection : Archives privées; Cote : CH-000053-1 PP 14. Archives cantonales vaudoises (présentation en ligne).
- Fonds : Guisan (branche aînée) (1571-1981) [0.11 ml]. Collection : Archives privées; Cote : CH-000053-1 PP 33. Archives cantonales vaudoises (présentation en ligne).
- Fonds : Guisan (Verte Rive) (1663-1961) [0.22 ml]. Collection : Archives privées; Cote : CH-000053-1 PP 34. Archives cantonales vaudoises (présentation en ligne).